# Ryania chocoensis
Ryania chocoensis, nombres comunes: “matacucarachas - cucaracho”  (Pérez Arbeláez, 1996)

## Descripción
Es una especie de la olla del Pacífico de hojas simples, alternas y con estipula. (Pérez Arbeláez, 1996)

## Usos
Esta especie presenta altos contenidos de alcaloides por lo que es usada para eliminar cucarachas y como barbascos. (Pérez Arbeláez, 1996)

## Taxonomía
Ryania chocoensis fue descrita por Triana & Planch. y publicado en Annales des Sciences Naturelles; Botanique, série 4 17: 117, en el año 1862.